# Errenteria
Errenteria (baskiska: Errenteria/Orereta, spanska: Rentería lyssna (fil)) är en stad och kommun i provinsen Gipuzkoa i den autonoma regionen Baskien i norra Spanien. Kommunen ligger nära den franska gränsen, cirka 7 kilometer öster om San Sebastián. Floden Oiartzun rinner genom staden. Kommunen har 39 352 invånare (2024), på en yta av 32,26 km².

## Vänorter
Errenteria har följande vänorter:
- Lousada, Portugal
- Tulle, Frankrike
- Schorndorf, Tyskland